# Майя Хргович
Майя Хргович (хорв. Maja Hrgović; нар. 1980, Спліт, Хорватія) — хорватська журналістка, письменниця, редакторка та сценаристка. Майя є президентом асоціації культури та нових медіа Arteist .

## Життєпис
Майя Хргович народилася у 1980 році в місті Спліт, Хорватія. Закінчила хорватську та англійську мову і літературу на Філософському факультеті Загребського університету. Також вивчала театрознавство та Центр жіночих досліджень. 
З 2003 року працювала культурологічною журналісткою у хорватській національній щоденній газеті Novi list, де висвітлювала культурні, соціальні та гендерні питання. Із 2005 по 2008 рік була членкинею редакції Zarez, де публікувала літературну критику. Крім того, Хргович співпрацювала з низкою хорватських онлайн-ЗМІ, пишучи критичні аналізи щодо ставлення до жінок у мас-медіа. Час від часу співпрацює з австрійською щоденною газетою Der Standard. Разом із колегами-журналістами з питань культури з кількох щоденних газет, які обмежували простір для культури, вона запустила онлайн-журнал про культуру та соціальні питання Arteist.hr, в якому вона редагує та регулярно публікує есеї, коментарі та аналізи.
У 2009 році Майя Хргович стала учасницею престижного регіонального проекту Balkanska stipendija za novinarsku izvrsnost . В межах цього проекту вона провела дослідження про соціально-економічної міграції жінок у Східній Європі, за що отримала першу премію за журналістську досконалість. Цю нагороду їй присудила Балканська мережа журналістських розслідувань (Balkan Investigative Reporting Network), а також фундації Erste та Bosch. Її журналістські матеріали публікувалися в багатьох міжнародних ЗМІ, зокрема в книзі «Identity: The search for belonging in a changing Europe». 
Майя Хргович – єдиний хорватський автор, який коли-небудь був включений до престижного міжнародного англомовного журналу The Granta Magazine . Вона також була представником хорватської літератури на першому міжнародному мистецькому фестивалі World Wide Words , який відбувся в Копенгагені, Данія, влітку 2010 року. 
1 вересня 2010 року на відкритті 25-го Міжнародного літературного фестивалю Vilenica в Липиці, Словенія, Майя отримала престижну стипендію в розмірі 5000 євро від Центральноєвропейської ініціативи (CEI) для письменників-резидентів. Стипендія передбачала тримісячне проживання в одній із країн-членів CEI з метою роботи над літературним проєктом. Міжнародне журі, до складу якого входили Патріція Васкотто (Італія), Людвіг Хартінгер (Австрія), Ванеса Матайц (Словенія), Луція Ступіца (Словенія) та Яні Вірк (Словенія), відзначило її творчість, зазначивши, що проза Хргович є «новим і потужним голосом на хорватській літературній сцені». Її творчість зосереджена на зображенні сучасної жінки — рішучої, інтелектуальної особистості, яка виходить за межі традиційних соціальних ролей і проникає в сфери, що традиційно вважалися чоловічими. Саме ця тематика — вихід за межі соціальних кордонів — є однією з ключових у її творчості.

## Творчість
«Pobjeđuje onaj kojem je manje stalo» — перша збірка оповідань хорватської письменниці Майї Хргович, опублікована у 2010 році у видавництві Profil під редакцією Романа Сімича Бодрожича. За цю збірку авторка отримала національну літературну премію Kiklop у 2010 році. Книга складається з семи оповідань, розділених на два цикли: «Zima» і «Ljeto», які відображають повсякденне життя мешканців Загреба. У творах письменниця досліджує міську буденність через призму особистих і соціальних проблем героїв. Ще до виходу своєї першої книги Хргович здобула визнання, публікуючи оповідання у літературних збірниках та на літературних порталах. Її твори увійшли до антології «Najbolje hrvatske priče» , укладеної відомим хорватським письменником Милєнком Єрговичем. Проза Майї Хргович відзначається зрілістю, іронією та глибоким соціальним аналізом. Її стиль вирізняється лаконічністю, увагою до деталей та проникливим поглядом на життя мешканців сучасного міста.
У Майї є майстерно написаний роман «Živjet ćemo bolje», виданий журналом Arteist у 2013 році. За нього Хргович отримала індивідуальне заохочення у розмірі 15 000 кун від Міністерства культури Республіки Хорватія за найкращі літературні досягнення. Прем’єра однойменної вистави за мотивами роману відбулась у січні 2016 року в Загребському молодіжному театрі. Адаптацію зробила сама Майя Хргович, а режисером вистави є Сенка Буліч. 
У 2013 році Хорватський аудіовізуальний центр оголосив Майю лауреатом першої премії, яка також включає екранізацію оповідання, та однією із трьох переможців конкурсу оповідань Jedna slika iz Domovinskog rata. Її повість «Povratak» була визнана найкращою серед інших 150 оповідань та принесла Майї приз у 8000 кун та екранізацію. Сюжет розповідає про повернення полоненого ветерана з книнського полону восени 91-го. Розповідь ведеться з точки зору наймолодшої 11-річної дівчинки і має багато автобіографічних деталей.
За мотивами повісті «Povratak» було екранізовано і знято хорватський драматичний фільм «Po čovika» . Майя Хргович виступила сценаристкою стрічки, прем’єра якої відбулася на Міжнародному кінофестивалі в Торонто. Фільм заснований на автобіографічних мотивах Майї Хргович і розповідає про день, коли її батько повернувся з полону після подій 1991 року. Боєць 4-ї гвардійської бригади потрапив у полон у день падіння Києва та провів два з половиною місяці в таборі Мартича. Історія показана через перспективу доньки, яка зовні здається стриманою і відстороненою, але всередині переживає складні емоції. Роль батька виконав Франьо Діяк, який, за словами Хргович, майже точно відтворив образ її реального батька. Головну роль доньки зіграла молода акторка Яня Авдагіч. Фільм досліджує теми дорослішання, сімейних взаємин, подолання травм війни та соціальних табу. Одна з центральних тем стрічки — втрата людської гідності, зокрема сексуальне насильство під час війни, якого зазнавали не лише жінки, а й чоловіки. Фільм отримав позитивні відгуки за делікатне висвітлення важких тем та глибину емоційного впливу на глядачів.
Інша повість Майї «Zlatka» у 2014 році була включена до антології Best European Fiction, опублікованої Dalkey Archive Press. За мотивами цієї повісті британський режисер Ем Купер зняв однойменний короткометражний художній фільм.
У тому ж році Майя працювала над документальним серіалом «Strip u Hrvatskoj» для HTV як журналіст-розслідувач і сценарист. Згодом у видавництві журналу Arteist вийшла її збірка есеїв «Žena, majka, glupača» , в якій у тринадцяти розділах розповідається про ставлення ЗМІ до жінок у Хорватії з її власної феміністичної точки зору. 
П'єса «Puž» – перша співпраця Майї Хргович із Малою сценою. Письменниця на замовлення написала текст для дитячої вистави режисера та хореографа Сташі Зуровца. Премʼєра відбулась 30 січня 2016 року. 

## Нагороди
2009 – премія BIRN за журналістську досконалість (Balkan Investigative Reporting Network).
2010 – стипендія Центральноєвропейської ініціативи (Міжнародний літературний фестиваль).
2010 – національна літературна премія Kiklop.
2013 – перша премія конкурсу оповідань Jedna slika iz Domovinskog rata за повість «Povratak».
2013 – премія Marin Držić за драму «Prekrasne ruševine».